# Großer Garten

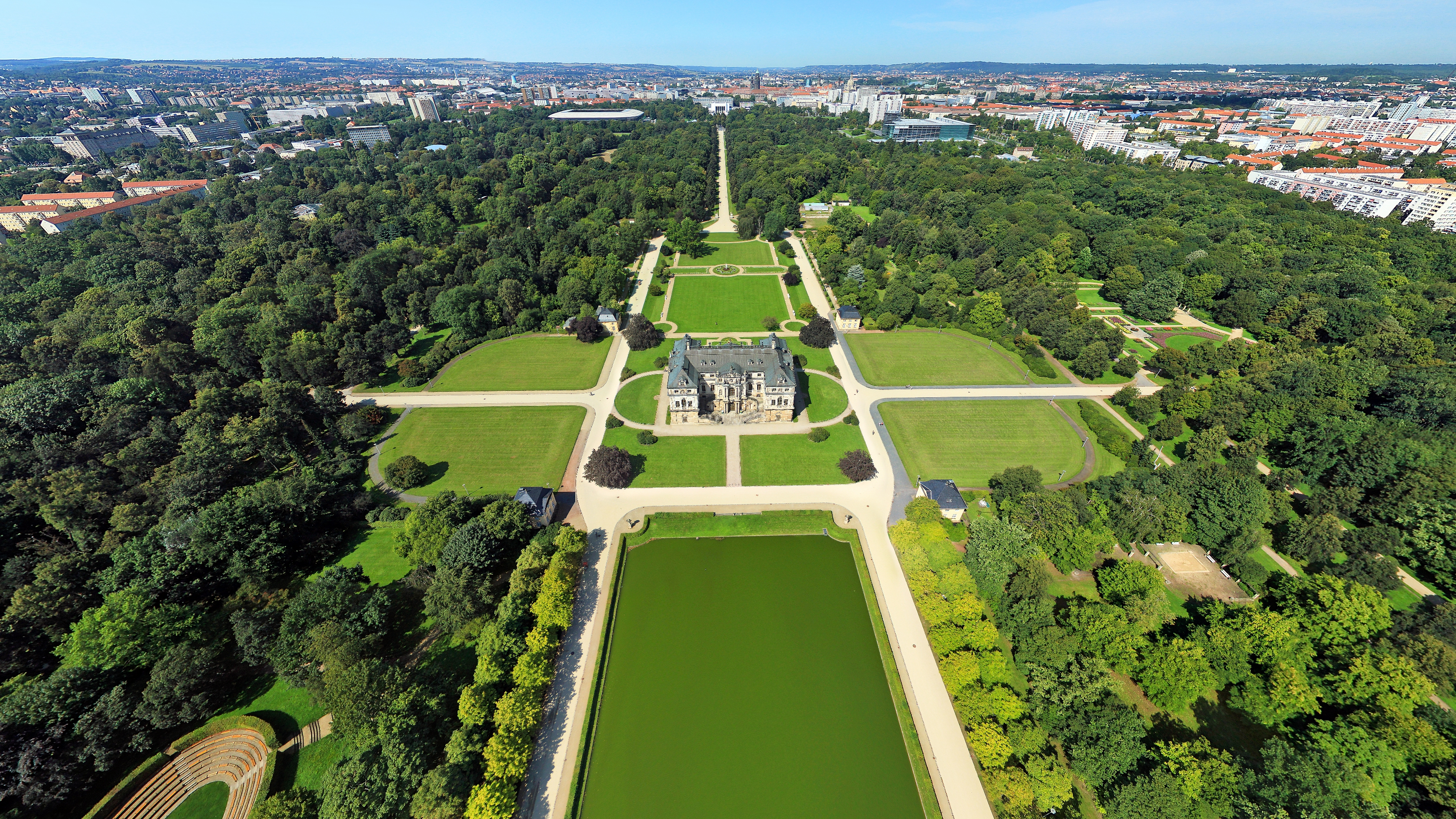

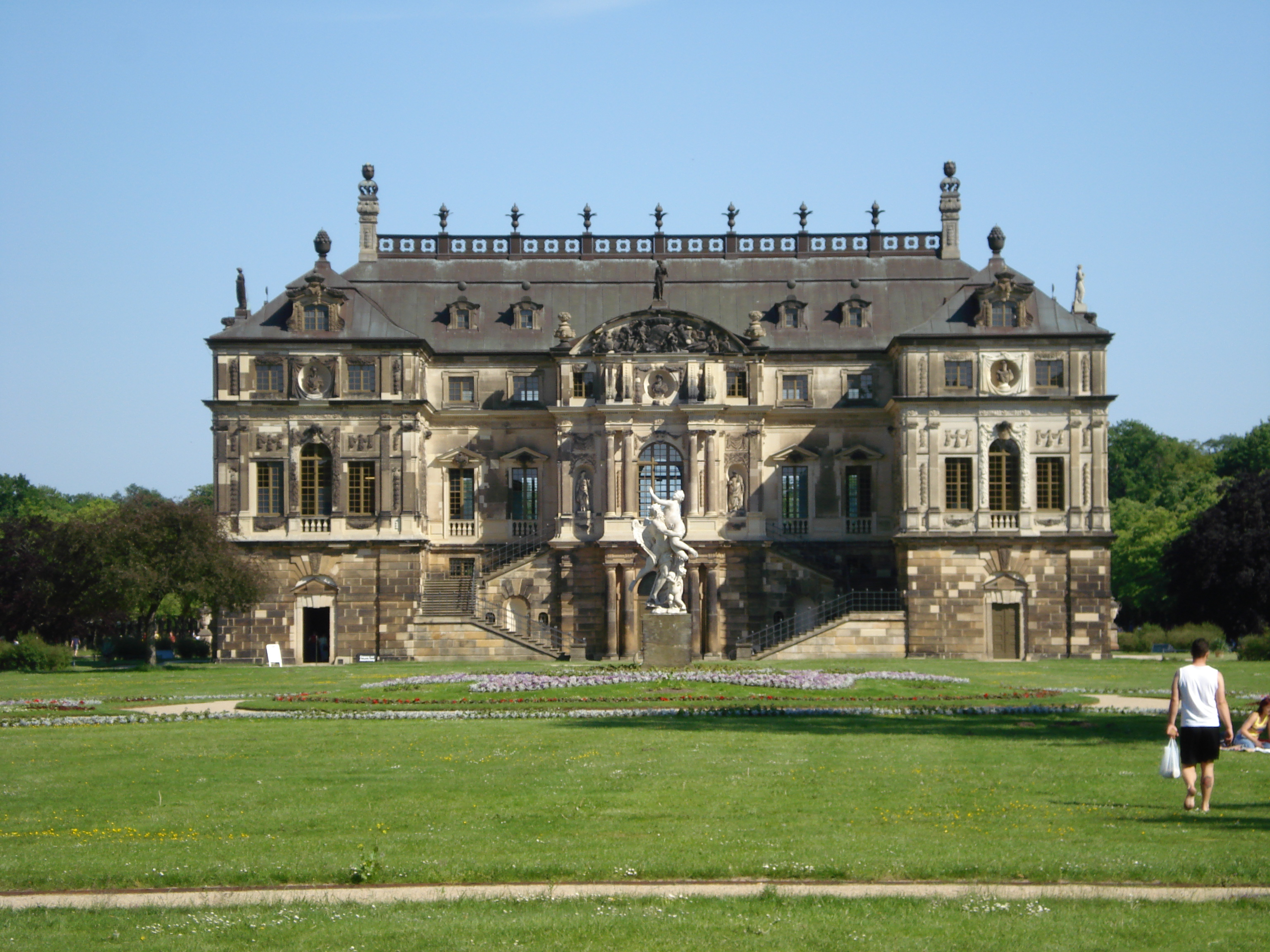
Paleis in de Großer Garten

De Großer Garten is een park niet ver van de binnenstad van Dresden. Het in Franse stijl aangelegde park is 200 ha groot en werd in de tweede helft van de 17e eeuw aangelegd. In 1873 werd het vergroot en werd het in een Engelse landschapspark veranderd.
In het park bevindt zich het barokke Paleis uit 1683 wat voorheen diende als museum voor oudheden. Door het park rijdt de Pioniereisenbahn, een minitreintje. Bij de Carolavijver kan men roeiboten huren. Aan de Stubelallee in het noordwesten van het park is een hortus botanicus. In het zuidwesten is de Zoo Dresden. Ten noordwesten boven het park is de Gläserne Manufaktur.